# Pianoconcert nr. 1 (Kilar)
Wojciech Kilar componeerde zijn eerste Pianoconcert in de periode september 1996 / februari 1997. In 2011 verscheen een tweede pianoconcert. Ook zijn Tweede symfonie met ondertitel Sinfonia concertante voor piano en orkest heeft karakteristieken van een pianoconcert.
Het eerste concerto is niet geschreven om de virtuositeit van de pianist tentoon te spreiden. De teneur van het concert is rustig en de stijl neigt naar minimal music. Deze stijl heeft de componist zich eigen gemaakt gedurende zijn beginperiode als componist maar verdween later uit beeld. In de jaren 90 kwam die weer tevoorschijn. De gebruikte minimal music roept direct beelden op van andere componisten, die deze stijl hanteerden/hanteren, maar blijft zonder meer Kilar. Dat heeft te maken met de zeer lang uitgerekte noten in de partituur van de strijkersgroep.

## Delen
1. Andante con motoHet andante begint met de solist die een kabbelende melodie speelt, die heen en weer wiegt, tegen een achtergrond van monotone strijkers. Het deel is een constant crescendo waarbij de strijkers steeds een muziekstem toevoegen en de pianist meer variatie aan zijn melodietje toevoegt, zonder dat het erg technisch wordt. Typerend voor Kilar is de afsluiting van de muzikale zin. Deze duurt bij hem bijna net zo lang als het melodietje zelf, waardoor de muziek opgerekt lijkt te worden. De muziek lijkt op die van Philip Glass, als die zich rustig weet te houden.
2. CoraleHet Corale is een deel, dat gebruikt kan worden als kerkmuziek. De muziek is ingetogen en toch verheven. Het doet denken aan de muziek van Alan Hovhaness of Arvo Pärt. De piano is hier niet zozeer het instrument dat soleert, maar een stuwende kracht voor de rest van het orkest vormt. Ook hier begint men piano om via een langzame crescendo naar de cadenza te gaan. In de cadenza mag de solist even laten horen wat hij/zij in huis heeft, maar het heeft meer met melodie te maken dan pure techniek. De muziek is haast liturgisch van aard.
3. ToccataTot slot gaat het Corale zonder pauze over in de toccata. Orkest en solist hebben hier naast de melodie oog voor ritmische verschuivingen. Hier is het John Adams die naar de oppervlakte komt drijven (The chairman dances). De dynamiek gaat heen en weer tot een climax. Na de climax blijft de piano als enige over om in het coda samen met het orkest naar het slot te hollen. Een statige finale met ondersteuning van koperblazers loopt uit op een dissonante ritmische passage in de strijkers (op één toon), dat een herhaling is van een solopassage van de solist. Deze passage gaat over in een bijna ordinair loopje om de compositie te eindigen. De toccata is het enige deel waar de techniek van de solist echt op de proef wordt gesteld, maar die passage is in het totaal verwerkt en is daarom niet zo in het oog springend als bij een "normaal" concerto.

## Bron en discografie
- Uitgave Naxos en Filharmonisch Orkest van Warschau o.l.v. Antoni Wit; pianist Waldemar Malicki